# Caramon Majere
Caramon Majere è un personaggio di fantasia creato da Margaret Weis e Tracy Hickman e comparso per la prima volta nella saga Le Cronache di Dragonlance. È il fratello gemello di Raistlin, nonché fratellastro di Kitiara Uth Matar.
Nonostante le apparenze lo qualifichino come uno stupido bue mansueto, che non ha altra aspirazione nella vita salvo quella di riempirsi lo stomaco, Caramon è in realtà un personaggio d'inimmaginabile complessità. Il suo amore viscerale per il gemello, che a volte sconfina quasi nella morbosità, è dovuto alla semplice constatazione della propria forza e dell'estrema debolezza di Raistlin: Caramon ripeterà più e più volte, nel corso dei vari libri che lo vedono protagonista assieme al gemello, di non avere altra scelta che restare al suo fianco, poiché essi sono una persona sola divisa in due e, come Raistlin è la forza spirituale e intellettiva di quel ristretto nucleo familiare, Caramon ne è la forza fisica.
L'amore sconfinato di Caramon viene ripagato dal gemello con una dura moneta, poiché Raistlin maledice gli dei per "lo scherzo crudele" che gli hanno giocato, assegnando "a Caramon un corpo senza mente, ed a me una mente senza corpo", e la sua gelosia nei confronti del fratello cresce di pari passo con l'oscurità della sua anima. Successivamente ci si accorgerà che, dei due gemelli, la vittima di uno scherzo crudele, dal quale potrà uscire solo dopo una lunga battaglia contro se stesso, in realtà non è Raistlin, ma è proprio lo stesso Caramon.

## Giovinezza
Nato a Solace ed allevato alla vita militare dalla sorellastra Kitiara, Caramon si presenta subito come l'esatto opposto del suo fragile gemello: come Raistlin ha infatti ereditato il talento magico della madre, Rosamun, Caramon è la copia esatta di suo padre Gilon, un uomo gioviale e mite dal fisico possente, e fa esercizio di tutta la sua pazienza per occuparsi del gemello che fin da piccolo soffre di una salute tremendamente cagionevole. Di carattere docile ed allegro, Caramon è sempre pronto a sorridere a qualsiasi scherzo, anche se è rivolto a lui: l'unica cosa che è in grado di far infiammare immediatamente la sua ira, è una qualunque offesa o minaccia al gemello che egli protegge strenuamente, con grande scorno dello stesso Raistlin. Infatti, anche se tutti (Raistlin compreso) lo credono irrimediabilmente stupido, egli è in realtà solo lento nel ragionamento, che però lo porta invariabilmente alla soluzione esatta: questo non serve però a rassicurare il suo gemello, che trova la lentezza di Caramon assolutamente irritante.
Addestrato come guerriero prima dalla sorellastra e poi, dopo la sua partenza in cerca d'avventure, dal vecchio e burbero nano Flint Fireforge, Caramon diventa un eccellente combattente e passa le giornate ad esercitarsi con l'amico Sturm Brightblade, anch'esso appassionato della vita marziale.
È per questo motivo che a Raistlin viene un'idea per guadagnarsi il pane assieme al gemello dopo la morte dei genitori, ossia di combinare la sua magia con la spada di Caramon e di diventare due mercenari esperti in quella difficile arte: dal canto suo, Caramon accetta come sempre con entusiasmo l'offerta del fratello, anche se in realtà egli vede con diffidenza la magia che Raistlin si ostina a studiare, ed è poi assolutamente terrorizzato dai maghi in sé.
La Prova di Raistlin, avvenuta nella Torre di Wayreth, sarà il primo ostacolo serio contro cui la cieca fiducia di Caramon nel suo gemello andrà a scontrarsi, poiché ivi assisterà alla prima inconfutabile manifestazione della malvagità di Raistlin che finirà per uccidere un'immagine illusoria di Caramon: le critiche condizioni di salute del gemello dopo questa Prova, tuttavia, distrarranno Caramon dalla sua terribile visione, che non tornerà ad esigere il conto se non dopo molti anni a venire.

## La Guerra delle Lance
Durante la guerra, Caramon darà sfoggio della sua grande abilità con la spada, e i due gemelli avranno modo di dimostrare al mondo quanto l'addestramento marziale abbia giovato alla loro capacità di combattere assieme. Tuttavia, il segreto della Prova di Raistlin pesa troppo sulla coscienza di suo fratello, tanto da avvelenare con una componente morbosa la sua già strettissima dipendenza da Raist. Innamorato di Tika, Caramon rifiuterà infatti di condividere la propria vita con lei, affermando che "il suo primo impegno è verso suo fratello": dal canto suo, Raistlin osteggia questa relazione per puro dispetto nei confronti del gemello, dato che il favorirla gli toglierebbe definitivamente Caramon dai piedi come suo desiderio da moltissimi anni.
Caramon sarà ferito a morte dal tradimento di Raistlin sulla Perechon (come è narrato nell'episodio I draghi dell'alba di primavera), e si riprenderà solo apparentemente dallo shock di vedersi abbandonato dal gemello che tanto amava. Alla fine della guerra, infatti, egli supplicherà invano Raistlin di portarlo con sé nella sua nuova vita da Arcimago della Torre di Palanthas, e si dichiarerà pronto a seguire il gemello nelle tenebre anche se questo dovesse essere causa della sua morte. Come vedremo in seguito, questo avverrà lo stesso all'insaputa di entrambi.

## La lotta con Raistlin
La seconda trilogia si apre con uno scenario deprimente: il matrimonio fra Tika e Caramon, infatti, non è stato felice come i due coniugi speravano, ed il grosso guerriero non ha saputo far fronte alla delusione per il tradimento del gemello, tanto da diventare un alcolizzato fonte di ridicolo per tutta Solace. La missione che gli viene proposta dai maghi, cioè di fermare i piani che Raistlin trama per diventare un dio, appare dunque come un dono del cielo per Caramon, che accetta sperando di poter uccidere il possente Fistandantilus e di fare in modo che Raistlin non diventi malvagio: ma la realtà si rivela ben diversa.
Nel corso della trilogia, Caramon si ritroverà ad altalenare fra le emozioni più diverse nei confronti del fratello, nel tentativo di strappare i dolorosi legami che li legano dalla nascita: passerà dunque dalla speranza all'odio, dall'affetto al ribrezzo, ed infine alla fredda constatazione delle differenti strade che i due gemelli devono prendere. Come pronosticato da Par-Salian all'inizio del primo libro, quel viaggio indietro nel tempo sarebbe servito solo a "salvare un'anima": ma benché Caramon pensasse che l'anima in gioco fosse quella del gemello, scoprirà invece che si trattava della sua.

## Altri eventi
Definitivamente sistemato a Solace, Caramon avrà due figlie femmine, Laura e Dezra, e tre maschi, Tanin, Sturm e Palin: quest'ultimo causerà nuovamente l'insorgere delle vecchie ferite nei confronti del gemello, per l'interesse che egli manifesta nei confronti della magia e per la sua straordinaria somiglianza con Raistlin (come narrato nel libro La seconda generazione). Prima dell'inizio della Guerra contro Caos, inoltre, Caramon avrà il triste compito di seppellire i propri figli maggiori, e di veder partire il giovane mago verso una guerra che potrebbe causare la fine di tutte le cose: in compenso, questo dolore sarà mitigato da un nuovo incontro con il gemello e da una parziale riappacificazione tra i due, dovuta ad una presa di coscienza di Raistlin dei propri errori e ad uno slancio di umiltà assolutamente inusuale per lui.
Caramon ricomparrà, ormai vecchio e debole, anche nel libro L'era dei dragoni, ma il suo tempo è ormai finito e, nonostante egli desideri profondamente unirsi all'esercito che combatterà la nuova guerra per la difesa di Ansalon, deve rassegnarsi alla vecchiaia incipiente e lasciare che siano gli altri a combattere per lui.
Morirà poco dopo Tika, all'inizio della Guerra delle Anime, dopo aver incontrato Tasslehoff che aveva viaggiato nel futuro per poter fare un discorso al funerale dell'amico. Nel momento della sua morte si accorge dell'assenza dell'anima del gemello Raistlin, che doveva passare al nuovo livello di esistenza insieme alla sua, e fa giurare al cavaliere di Solamnia Gerard Uth Mondar che avrebbe portato Tasslehoff da Dalamar per indagare sulla questione.
|       |       |             |             |             |             |             |             |       |       | Gilon Majere | Gilon Majere | Gilon Majere | Gilon Majere | Gilon Majere | Gilon Majere |      |      | Rosamun  | Rosamun  | Rosamun  | Rosamun  | Rosamun  | Rosamun  |        |        | Gregor Uth Matar | Gregor Uth Matar | Gregor Uth Matar | Gregor Uth Matar | Gregor Uth Matar | Gregor Uth Matar |                   |                   |                   |                   |                   |                   |                   |                   |                   |                   |                   |                   |                   |                   |
|       |       |             |             |             |             |             |             |       |       | Gilon Majere | Gilon Majere | Gilon Majere | Gilon Majere | Gilon Majere | Gilon Majere |      |      | Rosamun  | Rosamun  | Rosamun  | Rosamun  | Rosamun  | Rosamun  |        |        | Gregor Uth Matar | Gregor Uth Matar | Gregor Uth Matar | Gregor Uth Matar | Gregor Uth Matar | Gregor Uth Matar |                   |                   |                   |                   |                   |                   |                   |                   |                   |                   |                   |                   |                   |                   |
|       |       |             |             |             |             |             |             |       |       |              |              |              |              |              |              |      |      |          |          |          |          |          |          |        |        |                  |                  |                  |                  |                  |                  |                   |                   |                   |                   |                   |                   |                   |                   |                   |                   |                   |                   |                   |                   |
|       |       |             |             |             |             |             |             |       |       |              |              |              |              |              |              |      |      |          |          |          |          |          |          |        |        |                  |                  |                  |                  |                  |                  |                   |                   |                   |                   |                   |                   |                   |                   |                   |                   |                   |                   |                   |                   |
|       |       | Tika Waylan | Tika Waylan | Tika Waylan | Tika Waylan | Tika Waylan | Tika Waylan |       |       | Caramon      | Caramon      | Caramon      | Caramon      | Caramon      | Caramon      |      |      | Raistlin | Raistlin | Raistlin | Raistlin | Raistlin | Raistlin |        |        |                  |                  |                  |                  |                  |                  | Kitiara Uth Matar | Kitiara Uth Matar | Kitiara Uth Matar | Kitiara Uth Matar | Kitiara Uth Matar | Kitiara Uth Matar |                   |                   | Sturm Brightblade | Sturm Brightblade | Sturm Brightblade | Sturm Brightblade | Sturm Brightblade | Sturm Brightblade |
|       |       | Tika Waylan | Tika Waylan | Tika Waylan | Tika Waylan | Tika Waylan | Tika Waylan |       |       | Caramon      | Caramon      | Caramon      | Caramon      | Caramon      | Caramon      |      |      | Raistlin | Raistlin | Raistlin | Raistlin | Raistlin | Raistlin |        |        |                  |                  |                  |                  |                  |                  | Kitiara Uth Matar | Kitiara Uth Matar | Kitiara Uth Matar | Kitiara Uth Matar | Kitiara Uth Matar | Kitiara Uth Matar |                   |                   | Sturm Brightblade | Sturm Brightblade | Sturm Brightblade | Sturm Brightblade | Sturm Brightblade | Sturm Brightblade |
|       |       |             |             |             |             |             |             |       |       |              |              |              |              |              |              |      |      |          |          |          |          |          |          |        |        |                  |                  |                  |                  |                  |                  |                   |                   |                   |                   |                   |                   |                   |                   |                   |                   |                   |                   |                   |                   |
|       |       |             |             |             |             |             |             |       |       |              |              |              |              |              |              |      |      |          |          |          |          |          |          |        |        |                  |                  |                  |                  |                  |                  |                   |                   |                   |                   |                   |                   |                   |                   |                   |                   |                   |                   |                   |                   |
| Tanin | Tanin | Tanin       | Tanin       | Tanin       | Tanin       |             |             |       |       | Palin        | Palin        | Palin        | Palin        | Palin        | Palin        |      |      | Usha     | Usha     | Usha     | Usha     | Usha     | Usha     |        |        | Laura            | Laura            | Laura            | Laura            | Laura            | Laura            |                   |                   | Steel Brightblade | Steel Brightblade | Steel Brightblade | Steel Brightblade | Steel Brightblade | Steel Brightblade |                   |                   |                   |                   |                   |                   |
| Tanin | Tanin | Tanin       | Tanin       | Tanin       | Tanin       |             |             |       |       | Palin        | Palin        | Palin        | Palin        | Palin        | Palin        |      |      | Usha     | Usha     | Usha     | Usha     | Usha     | Usha     |        |        | Laura            | Laura            | Laura            | Laura            | Laura            | Laura            |                   |                   | Steel Brightblade | Steel Brightblade | Steel Brightblade | Steel Brightblade | Steel Brightblade | Steel Brightblade |                   |                   |                   |                   |                   |                   |
|       |       |             |             |             |             |             |             |       |       |              |              |              |              |              |              |      |      |          |          |          |          |          |          |        |        |                  |                  |                  |                  |                  |                  |                   |                   |                   |                   |                   |                   |                   |                   |                   |                   |                   |                   |                   |                   |
|       |       |             |             |             |             |             |             |       |       |              |              |              |              |              |              |      |      |          |          |          |          |          |          |        |        |                  |                  |                  |                  |                  |                  |                   |                   |                   |                   |                   |                   |                   |                   |                   |                   |                   |                   |                   |                   |
|       |       |             |             | Sturm       | Sturm       | Sturm       | Sturm       | Sturm | Sturm |              |              | Ulin         | Ulin         | Ulin         | Ulin         | Ulin | Ulin |          |          | Linsha   | Linsha   | Linsha   | Linsha   | Linsha | Linsha |                  |                  |                  |                  | Dezra            | Dezra            | Dezra             | Dezra             | Dezra             | Dezra             |                   |                   |                   |                   |                   |                   |                   |                   |                   |                   |